# Eptifibatide
L'Eptifibatide è il principio attivo di indicazione specifica della profilassi post-infarto. È un antiaggregante piastrinico inibitore della classe degli inibitori della glicoproteina IIb/IIIa. Si tratta di un eptapeptide ciclico derivato da una proteina isolata dal veleno di un serpente a sonagli (Sistrurus miliarius barbouri). Appartiene alla classe dei cosiddetti arginina-glicina-aspartato-mimetici e lega in modo reversibile le piastrine. Ha un'emivita breve ed essendo un farmaco di natura peptidica è inattivato dal pH gastrico pertanto non può essere somministrato per via orale.
Storicamente è stato il terzo inibitore della glicoproteina IIb/IIIa a ricevere l'autorizzazione all'immissione in commercio dopo l'anticorpo monoclonale abciximab ed il farmaco non-peptidico tirofiban.

## Indicazioni
L'eptifibatide è usato per ridurre il rischio di eventi cardio-ischemici acuti (infarto del miocardio e/o morte) in pazienti con angina instabile o con infarto NSTEMI sia destinati all'angioplastica coronarica sia assegnati ad una terapia conservativa non chirurgica.
Il farmaco è sempre cosomministrato con aspirina o clopidogrel ed eparina (a basso peso molecolare o non frazionata). Possono essere aggiunti al trattamento se necessario anche nitrati, beta bloccanti, lidocaina, analgesici oppioidi e/o benzodiazepine. Prima di iniziare la terapia con eptifibatide dovrebbe sempre essere effettuata una valutazione angiografica o altre procedure diagnostiche.
Il farmaco per le sue criticità relative allo stato di salute dei pazienti e dei possibili effetti collaterlai è di uso esclusivo dei pazienti ospedalizzati.

## Controindicazioni
- Trombocitopenia: il farmaco è controindicato nei pazienti con conta delle piastrine inferiore a 100 000 per μl per assenza di dati clinici in questo ambito;
- Insufficienza renale: poiché viene escreto per via renale. In questi casi un'alternativa valida è costituita dall'abciximab;
- Tendenza al sanguinamento o tempi di coagulazione anormalmente lunghi osservati nel 30 giorni precedente l'inizio della terapia con eptifibatide;
- Parametri di coagulazione come il tempo di tromboplastina parziale, di trombina, di protrombina, dovrebbero essere moniterati nel corso e dopo il termine della terapia;
- Allergia nei confronti del principio attivo e/o degli eccipienti;
- Ipertensione grave e non controllata;
- Gravidanza: nessuna esperienza disponibile. Le donne incinte dovrebbero essere trattate solo se strettamente necessario.
- Allattamento: non esistono dati sull'uomo. L'allattamento dovrebbe essere evitato per evitare potenziali danni al neonato.

## Dosaggi
- Profilassi post infarto miocardico acuto, 180 ug/kg per iniezione endovenosa diminuita a fino a 2 ug/kg.

## Farmacodinamica
Gli antiaggreganti piastrinici diminuendo l'azione tipica delle piastrine inibiscono la formazione di trombi dove gli anticoagulanti si mostrano inefficaci visto che i trombi si formano dalle piastrine stesse. Fra le varie tipologie si ritrovano gli inibitori della glicoproteina IIb/IIIa.

## Effetti collaterali
Va ricordato che tutti i pazienti a cui viene somministrato eptifibatide sono gravi, e la gran parte di essi riceve anche altri trattamenti farmacologici noti per i loro effetti collaterali. Pertanto non tutti gli effetti collaterali elencati possono essere attribuiti al solo trattamento con eptifibatide. In ogni caso il rapporto rischio-beneficio resta spesso favorevole proprio alla luce della gravita delle indicazioni terapeutiche.
Il principale effetto collaterale nello studio clinico PURSUIT sono state le emorragie gravi. Le emorragie si sono verificate sia al sito d'iniezione sia a livello sistemico, come nel caso di sanguinamento urogenitali. In alcuni casi le emorragie hanno richiesto trasfusioni di sangue o plasma per arrestare l'emorragia ed evitare l'anemia.
Emorragie gravi hanno interessato il 4,4 ed il 4,7% dei pazienti rispettivamente in base alla velocità di infusione (0.5 µg/kg/min o 0.75 µg/kg/min). Sono stati registrati anche alcuni casi di morte in seguito ad emorragia grave attribuibile al trattamento farmacologico. Non sono stati osservati ictus emorragici. Nello 0,2% dei casi è stata notata trombocitopenia, per la quale è stata proposta una spiegazione di natura allergica.
Inoltre si è verificata di frequente (nel 6% dei casi) ipotensione. È stata relativamente frequente anche l'nsufficienza cardiaca (2% dei casi) e le aritmie serie (fibrillazione ventricolare nell'1,5% atriale nel 5% dei casi). Reazioni anafilattiche che possono mettere a rischio la vita del paziente sono state osservate almeno nello 0,2% dei casi e sono state correlate alla natura peptidica dell'eptifibatide. Altri effetti collaterali sono stati rari o di lieve entità e possono non essere direttamente correlati al trattamento con il farmaco.